# Orzech (roślina)

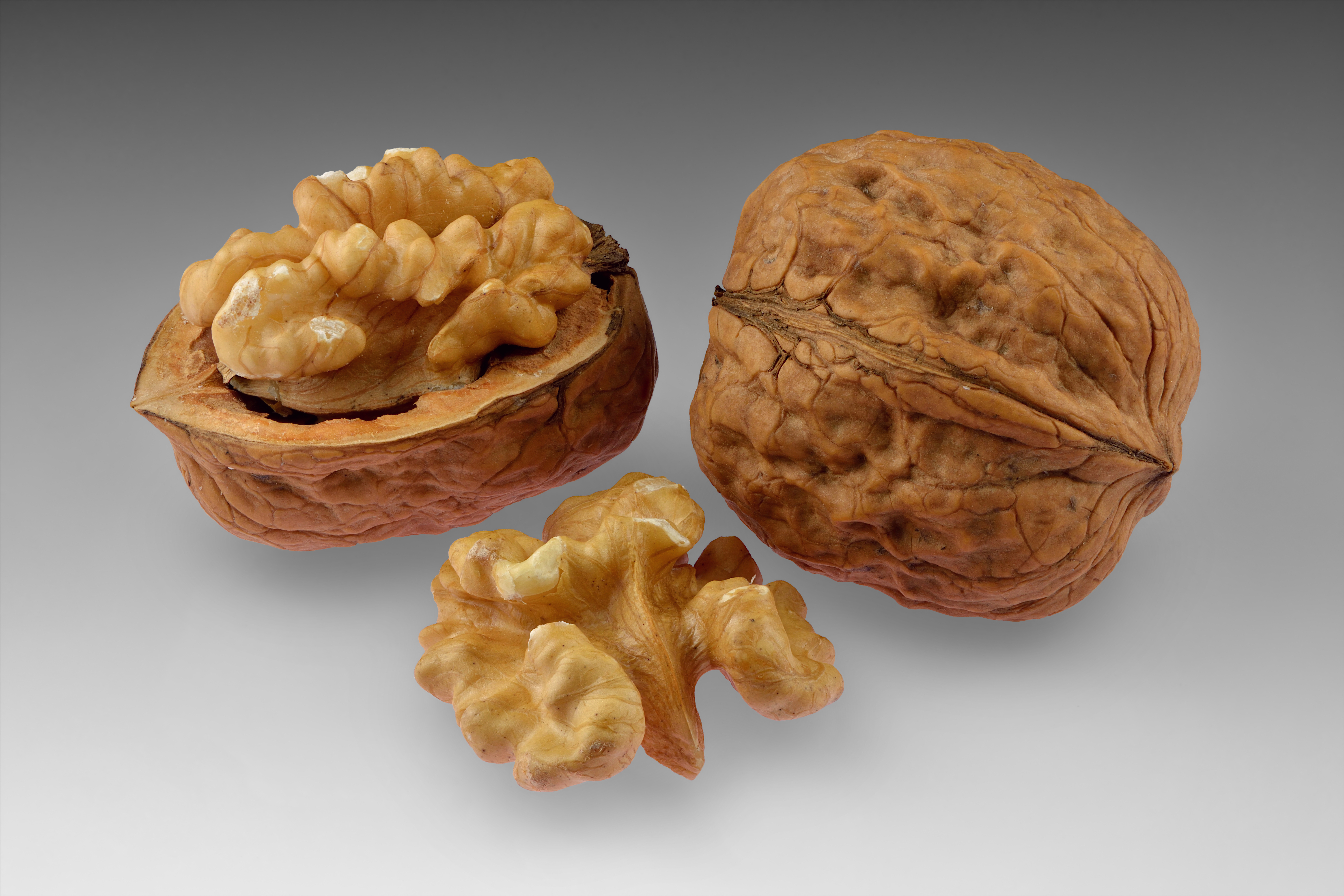
Owoc orzecha włoskiego

Orzech (Juglans L.) – rodzaj roślin z rodziny orzechowatych. Obejmuje 20–21 gatunków. Większość gatunków występuje we wschodniej Azji i we wschodniej Ameryce Północnej, nieliczne rosną wzdłuż Andów w Ameryce Południowej sięgając do północnej Argentyny. Tylko jeden gatunek – orzech włoski J. regia rośnie w Azji zachodniej, rejonie Kaukazu i w południowej Europie. W Polsce popularnie uprawiany, poza tym zdziczały i zadomowiony, a nawet inwazyjny jest właśnie orzech włoski, poza tym także zadomowione są już: orzech czarny J. nigra i szary J. cinerea.
Są to drzewa o drobnych kwiatach zapylanych przez wiatr, o owocach zwanych orzechami, w podręcznikach botanicznych określanych czasem pestkowcami lub nibypestkowcami (owocnia jest zdrewniała, a mięsistą okrywę wokół niej tworzą zrośnięte działki, podkwiatki i przysadki). Orzechy rosną w lasach górskich na suchych i skalistych stokach oraz w lasach w dolinach rzek i strumieni. Ich kora, liście i owoce zawierają juglon o silnym działaniu allelopatycznym.
Głównym walorem użytkowym orzechów są ich jadalne owoce i drewno. Szczególnie cenione są dolne części pni, zwłaszcza te znajdujące się już pod powierzchnią gruntu – bardzo twarde, o bardzo gęstych i mocno zaznaczonych słojach. Drewno to wykorzystywane jest do wyrobu mebli, kolb broni strzeleckiej i w stolarstwie artystycznym. Z nasion orzecha włoskiego wyrabia się olej używany jako jadalny, do barwienia i wyrobu farb, używany w lampach, do celów technicznych i kosmetycznych. Do bejcowania różnego rodzaju drewna wykorzystuje się także wywar z liści i owoców orzechów.
Nazwa rodzajowa Juglans pochodzi ze skrócenia rzymskiej nazwy – Jovis glans oznaczającej „żołędzie” lub „orzechy Jowisza”. W starożytności orzech symbolizował płodność i obfitość.

## Morfologia

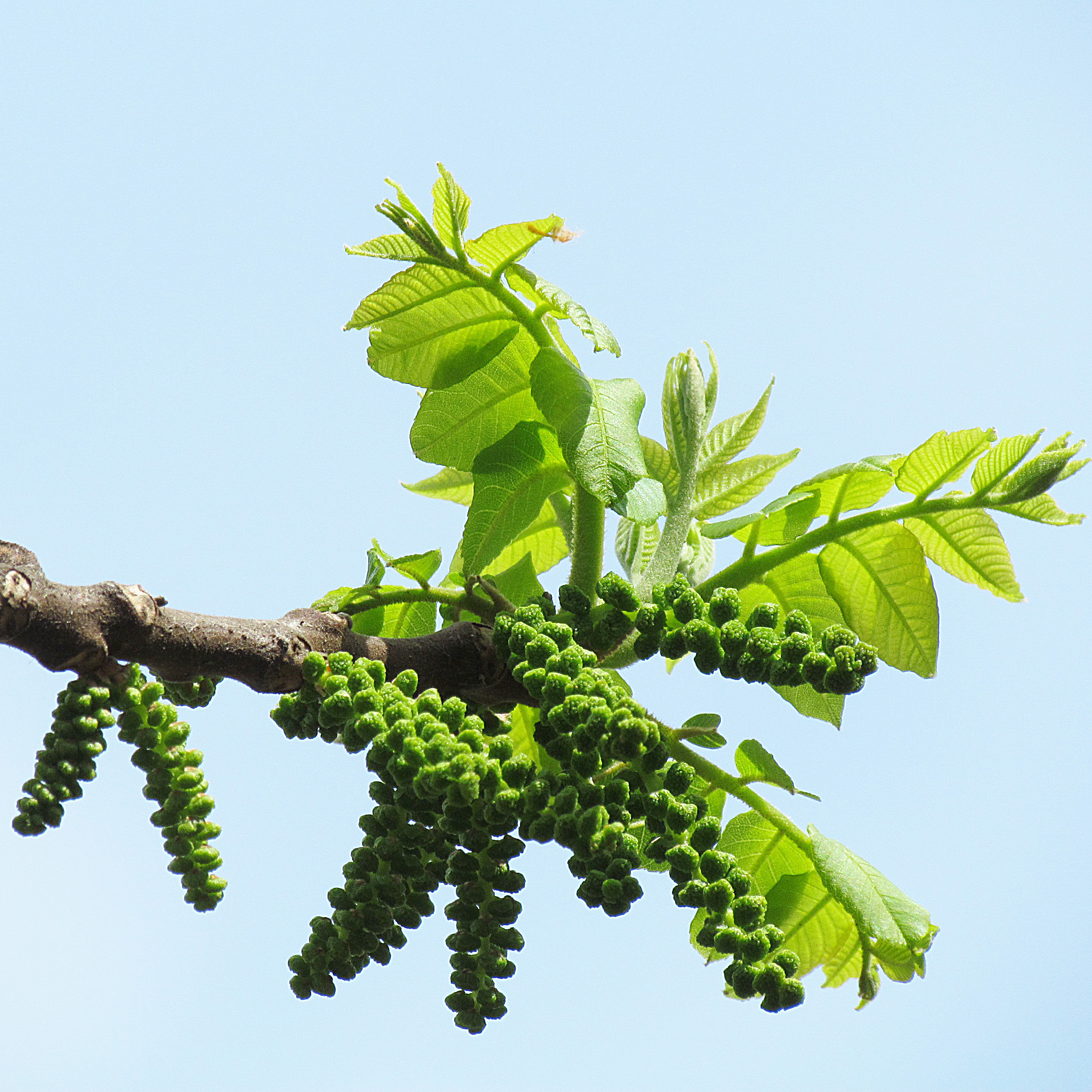
Kwiatostany męskie orzecha czarnego

PokrójOkazałe drzewa osiągające do 50 m, ale też krzewy do 3 m wysokości. Kora jest gładka do spękanej tafelkowato lub podłużnie bruzdowana. Pędy są tęgie, obłe, mniej lub bardziej pokryte gruczołowatymi włoskami, czasem też łuskami i włoskami prostymi wyrastającymi w pęczkach lub włoskami rozgałęziającymi się. Na pędach wyraźnie widoczne są okazałe blizny liściowe.
LiścieNaprzeciwległe, długości 25–100 cm, najczęściej nieparzystopierzaste. Składają się z 5–23 listków. Często wydzielają specyficzny aromat.
KwiatyKwiaty zebrane w kwiatostany zwane kotkami.
OwoceNiby-pestkowce o kulistym bądź owalnym kształcie. Owocnia tworzy zdrewniałą skorupę. Mięsista okrywa otaczająca owoc powstaje ze zrośniętych razem działek, podkwiatków i przysadki. Nasiono otoczone błoniastą łupiną, potocznie zwane jądrem, stanowi część jadalną owocu.

## Systematyka
Pozycja systematyczna
Rodzaj z rodziny orzechowate z rzędu bukowców. W obrębie rodziny należy do podrodziny Juglandoideae. Najbliżej spokrewnionym rodzajem współczesnym jest orzesznik Carya.
Wykaz gatunków
- Juglans ailantifolia Carrière – orzech ajlantolistny
- Juglans australis Griseb.
- Juglans × bixbyi Rehder
- Juglans boliviana Dode
- Juglans californica S.Watson - orzech kalifornijski
- Juglans cinerea L. – orzech szary
- Juglans hindsii (Jeps.) Jeps. ex R.E.Sm.
- Juglans hirsuta W.E.Manning
- Juglans hispanica D.Rivera, Obón, De la Torre & A.Barber
- Juglans hopeiensis Hu
- Juglans jamaicensis C.DC.
- Juglans major (Torr.) A.Heller
- Juglans mandshurica Maxim. – orzech mandżurski
- Juglans microcarpa Berland.
- Juglans mollis Engelm.
- Juglans neotropica Diels
- Juglans nigra L. – orzech czarny
- Juglans pyriformis Liebm.
- Juglans regia L. – orzech włoski
- Juglans sigillata Dode
- Juglans soratensis W.E.Manning
- Juglans steyermarkii W.E.Manning
- Juglans venezuelensis W.E.Manning